# Saprinillus paromaloides
Saprinillus paromaloides är en skalbaggsart som beskrevs av Kryzhanovskij 1974. Saprinillus paromaloides ingår i släktet Saprinillus och familjen stumpbaggar. Inga underarter finns listade i Catalogue of Life.